# 浙江全省铁路公司

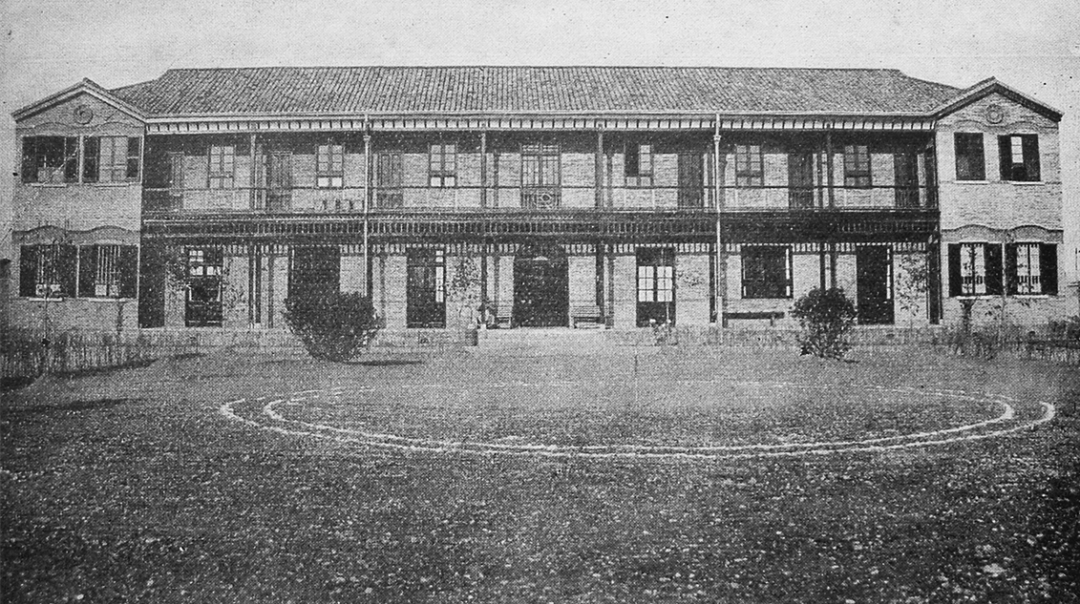
浙路公司旧影

浙江全省铁路公司，简称浙江铁路公司或浙路公司，是清末民初最主要的民办铁路公司之一。公司成立于1905年7月24日，1914年袁世凯政府将公司国有并改制为交通部直辖甬嘉铁路管理局。浙路虽由浙江官绅商三界集资创办，但股民遍及社会中下层，且公司章程完全按照西方标准制定，至1909年终沪杭铁路全线完成建设，开始铁路运营，在诸省商办铁路公司中以修筑铁路速度最快、成本最低著称，也是各省商办铁路中唯一盈利的公司。

## 历史

### 争取路权

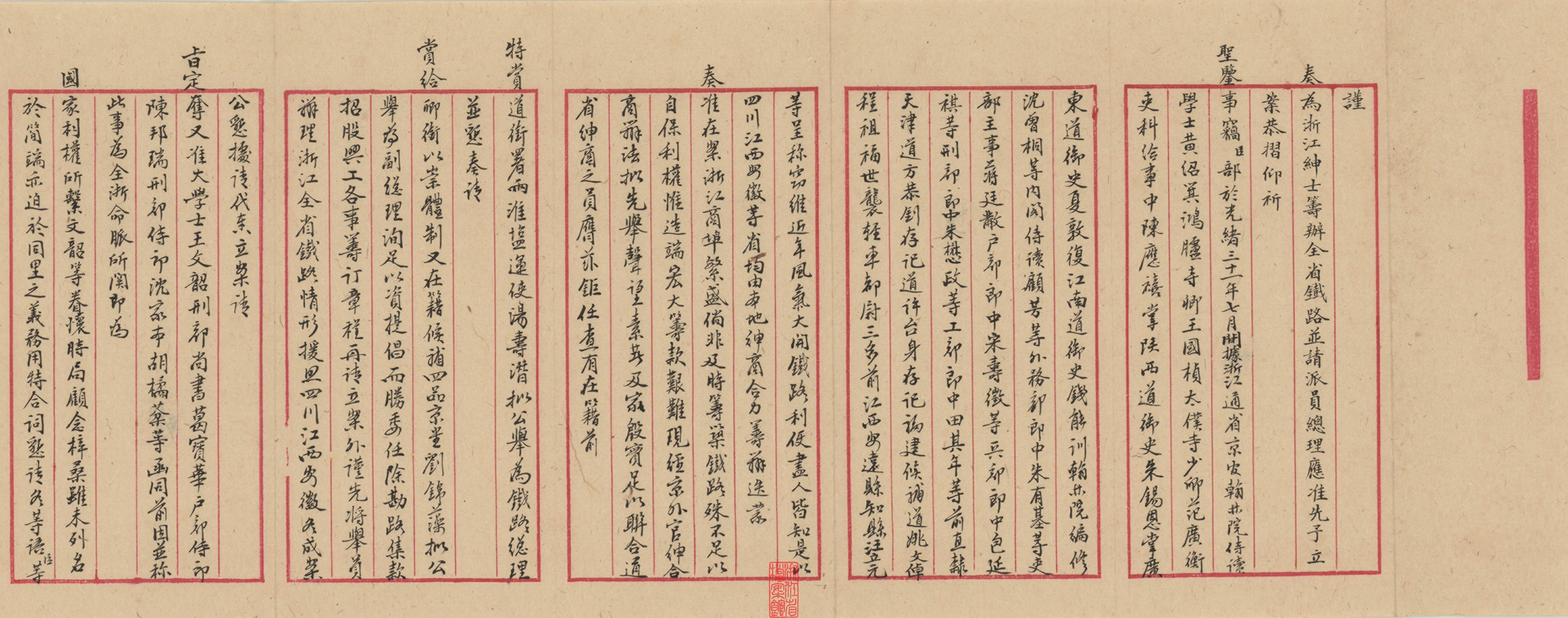
浙江绅士筹办全省铁路并请派员总理奏

甲午战争后列强掀起瓜分中国浪潮，1898年8月英国驻华大使竇納樂向清政府索取苏沪甬铁路在内的五条铁路建设权，同年9月清政府与英商怡和洋行签署《苏杭甬铁路草约》，合同约定英国建设并管理苏杭甬铁路，条约签署后即由怡和洋行聘请工程师实地勘察，然因英国胶着南非布尔战争且中国发生义和团运动，条约未能正式成约。1903年沪宁铁路正式成约后，盛宣怀又督促英方尽快签署正式合约，时有旅沪浙商李厚佑向盛宣怀申请修筑杭州府境内的杭州、江干铁路，于是盛宣怀又函令英商若六月内无法定约则条约作废，然英商始終没有回复。1905年原本取得粤汉铁路权益的华美合兴公司因沿线收回利权运动声势浩大，因而提出改为修筑浙赣铁路，但在浙籍旅日学生、京沪政府官员的反对下，美商索取未能如愿。
1905年7月24日，浙江各界代表在上海斜桥洋务局集会商议铁路自筹、自办、拒绝外资诸事宜，会议决定由官绅黄绍箕呈请筹办全省铁路，聘请汤寿潜为新成立之浙路公司总理、刘锦藻为副总理，京官朱恩锡入京上奏请求废止草约。清廷批准了浙路筹建的请求，责成盛宣怀与英商磋商收回路权，并令浙江巡抚协助办理。此后浙路一面招股经营自办，一面组织废约事宜——分别通电浙江都督与巡抚及外务部，指责盛宣怀抗旨不遵，不願收回路权并妨碍修筑，与英商沆瀣一气等等——清廷遂於11月7日命張曾敭巡撫浙江，負責廢約事項，後浙省又派發傳單、召集大會，堅決不承認草約。次年江蘇省受到浙江鼓動，也成立江蘇鐵路公司。同時英國方面在自辦風潮下終於有所行動，催促清政府簽訂正約，然巡撫在浙江各界反對下不敢與英國方面簽訂正約，英方遂於1906年初照會清廷稱其將從速強行勘測鐵路，浙江各界堅決不接受這一行徑，並“難保愚民一無衝突”。

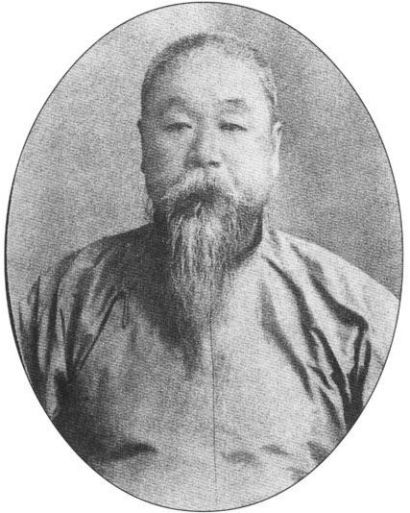
浙路公司总理汤寿潜

1906年9月，英國新任駐華大使朱爾典到任後復詢此事，外務部遂以待九廣鐵路定约後再審為由搪塞。清廷雖然表面上順從民意，實際上還與英國方面私下交流，責令浙江巡撫促成浙英雙方磋商與正約達成，還致電英方讓對方體諒自身因民怨難以成約、假以時日待民怨散去再訂正約，“顧全成據為重，不可因本地輿論有所怵惕”。1907年京九線定約後，外務部命汪大燮與英方商議路權，終成《蘇杭甬鐵路續借款合同》，成約後清廷要求地方各界“識時明體，關懷大局”。然而此時江浙辦路已初具成效，於是浙江商绅在10月22日召开拒款大会，拒绝接受英国借款并支付相应利息，并向四川、广东等地通电抗争。10月25日，浙江铁路学校学生邬纲因愤恨清廷借款之事吐血而死，浙路副总工程师汤绪亦绝食殉路，由此引发江浙各界群起响应抵制借款，一时间江浙自海外侨胞到乞丐工人都争购本省铁路公司股票，筹集起四五千万元的巨款。清廷慑于英国的强硬与民意，于是改为由邮传部出面认借转交浙路，无需浙路公司偿还本息或质押路权，但浙路仍需要聘用英国工程师、优先采购英产工程材料，因而公司认为出让利权过大而难以接受，但随着光复会借机暴乱，以立宪派为主的浙路公司最终接受了条约，虽然浙路名义上还是民办，实际上英国取得了该路的用人、管理、续借款等多项权利，进一步控制了该路。在条约签订后，虽然中央政府与浙路公司订立“部借部还”原则并指明借款为修路专用，但是由于中央自身财政亏空，三年内两省实际到款仅额定1000万两中的180万两，同年还托词要求各省商办铁路收归国有。
1909年8月，清政府将浙路公司总理汤寿潜调任云南按察使，企图将其调离浙路岗位，汤寿潜以“亲老道远”三次上奏辞决；11月29日又改任汤寿潜为江西提学使，汤寿潜次日再辞，清政府拒绝辞任并准其二月假期让他回乡探亲，并要求浙路公司改选总经理，于是1910年1月10日汤寿潜正式向浙路公司提出辞呈；浙路公司在上海召开全员大会，坚持留任汤寿潜，并电传邮传部称“全体以解散要求汤寿潜续任”“不允不已”，最终清政府于2月27日收回任命。1910年8月22日，汤寿潜电告军机处，指责盛宣怀为借款罪魁祸首，要求“调离路事，以谢天下”，次日清廷上谕“即行革职，不准干预路事”。清政府直接干预民营企业的行为引起震动，浙路董事于3月25日集会电传中央各部“董事等只知路由商办，总理由商举，若使朝廷可以自由撤退，恐中国商办公司，从此绝迹”，清廷也于当日饬令地方严禁集会。8月26日，浙路公司就此事向江苏等13家商办公司通电并全部获得响应，浙江民间舆论纷起，乃至于有“朝廷已将浙江割予外人”的谣言。9月9日，全浙铁路维持会成立，杭州、嘉兴召开集会声援汤寿潜。9月14日，浙江巡抚增韫向朝廷请命让汤寿潜留在浙路自效，但朝廷始终没有撤回成命。
清政府的解聘由于浙江谘议局的介入而陷入胶着，1911年3月26、27日浙路公司在杭州昭庆寺举办第六届全员股东大会，在选举新总理时，汤尔和指责副总理盛炳纬和清廷勾结密谋撤汤，盛炳纬也愤而提出辞职，议长则执意挽留副总理，会场一度陷入了混乱，并没有选出新总理。直到至10月辛亥革命爆发、清政府倒台，汤寿潜凭借在浙路公司的名望，先后担任首任浙江都督、交通总长，辞任后再度出任浙路总理。1912年至1914年间，袁世凯以“统一路政”为由，先后国有化湖北、四川、湖南、江苏、河南、山西、安徽、浙江八省铁路，只有浙江和河南发生反抗。在八省中唯浙路公司资本雄厚、经营卓越，因而路车里程最长、筑路成本最低且唯一盈利，是故浙路公司反抗最为坚决，1914年袁世凯开始国有化浙路公司时，就有舆论指责浙路名义国有，实际上是袁世凯将浙路出卖于英国，汤寿潜被迫交出浙路公司也受到了许多股东的白目，也有人称其为卖路的罪人。最终浙路公司所辖三段铁路（杭州至枫泾、宁波至曹娥、江干至湖墅）交归国有，公司所有股本由政府偿还，公司改制为交通部直辖甬嘉铁路管理局，同年归入交通部沪杭甬铁路管理局。北洋政府收回铁路后，浙路的路权旋即落入美国人手中，成为了美商贷款修建的沪甬杭铁路一部分。

### 筹资运营

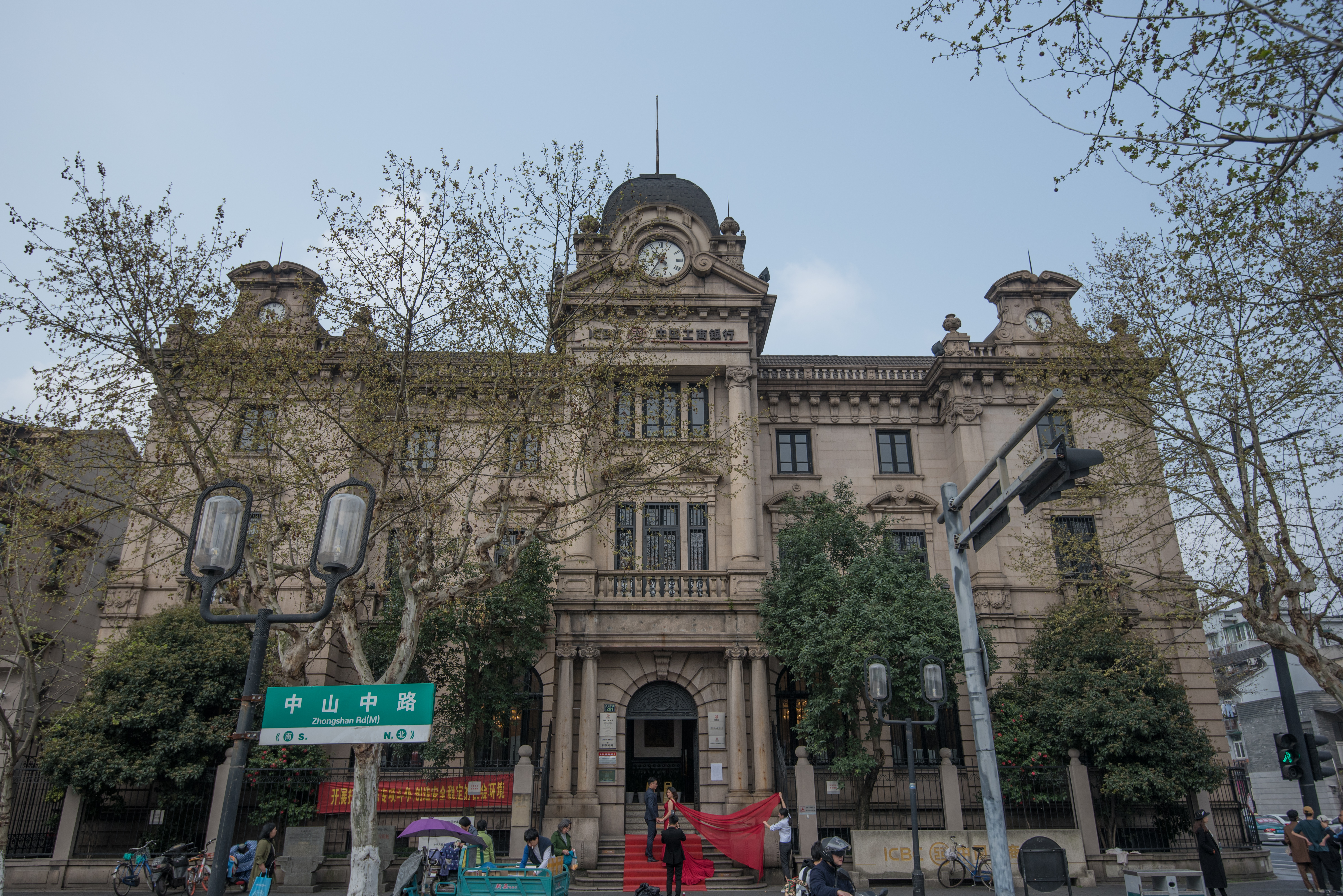
浙路附属杭州兴业银行旧址

浙路公司是晚清16家商办铁路中少有的纯商办公司。浙路公司在创办之初，估计创办额度需要600万元，工程全项则需要3000万元，而全省1901年至1910年间累计资本总额区区240万元，因而需要通过发行股票来拢共社会资本。浙江各界在经历美商索取浙赣铁路事件后，深刻认识到如果如若不把控铁路路权则一切生计实业皆沦丧人手，因此各行各业各大家族都一致同意联合，最终促成1905年7月24日浙江全省十一府行帮会代表、地方望族及其代表共160人在上海集会讨论铁路自办，同时浙江京官也遥相呼应，支持浙路自办。浙路公司从建立开始就不再是一家之私，省内多以府为集资单位，各县资金先至于府再上缴公司，同理省外则以省为单位，由当地组织先行缴认。同时每府由上而下，按照出资额划分为3级：第一级为5000元以上的大股东，共333人，出资总额300万元，占1912年1024万元总股本的29%；第二级为5000元以下、100元以上的整股股东，共计15997人，占公司资本的60%；第三级则为出资5元以上、100元以下的零股股东，共计51361人。浙路的大股东和整股股东大多是创办初期的大官僚和大商人，因此浙路资本自开始就具有很强的背景与影响力，从而吸引了中小投资者加入，并随着1907年英国介入、各地成立拒款会，大量中小股东加入到浙路资本中，省内工人、学生乃至妓女、乞丐“人人皆以不附路股为耻”，虽然后续很多都难缴清，但实款总计仍有128万元。最终至1912年，浙路已经是一家资本超千万的大型资本主义股份公司。
清代商办铁路公司分为纯商办和非纯商办：非纯商办则需要官方支持，以征税加租为主要资金来源，商股则为资金补充；独浙江、江苏、广东、湖北四省铁路纯以股份募资，全部以西方模式进行管理。诸如四川等地的非纯商办，官员把持公司大权，公司亦无董事会及监督机构，因而腐败丛生；乃如广东等地方，资本多出自华侨，但由封建商人把持，贿赂舞弊致使粤路修路成本较高，1909年仅修成45公里路。浙路从一开始就强调立法，按照西方企业精神制定了详细的公司章程。汤寿潜自1906年开始就谋划制定章程，仿照日本铁路章程，由参考留美学生建议，将公司经营管理分为五局十二科，尔后边拟定边实施，最终于1907年至1908年间完成章程制定。汤寿潜身为官界出身，担任总理却时常要求摒弃官场风气，严格要求公司内部履行章程，虽有高薪度支但坚持不受，往返沪杭费用多为自费，因此公司风气较之其它铁路公司更为清廉。1914年浙路公司国有化后，袁世凯念其在浙路分文不取，奖励其20万元，汤寿潜全部捐献给了浙江教育会以建设浙江省图书馆。
浙路公司董事在管理之外另有三项规划独树一帜，分别为附设银行、建立学校、开设煤矿。由于铁路公司资金周转时间较长，因此浙路于1907年成立浙江兴业银行，负责公司股本的存储与流通，兴业银行在浙路国有化之后亦发挥作用，成为了中国早起的南三行之一。浙路因其自办性质，自始不愿意聘用外国人，全部员工都是本国人，然而当时铁路人才稀缺，因此公司在1906年派遣魏伸吾至日本考察学校，1907年开设浙江铁路学校，开始测绘、营运专业，至1909年已有人才毕业输入公司。铁路对于煤矿需求量大，因此浙路在1907年至1908年间在浙江江山等地开设煤矿以支持铁路运行，至1909年浙路煤矿不仅满足所需，还能部分外售。浙路为降低铁路成本，对于能够本国生产的材料一律自购，钢轨全部来自汉阳钢铁厂，架桥大多来自上海求新轮船机器厂；对于不能自产的，则从近、分国购买，枕木购自日本和新加坡，机车则购自比利时、英国、美国、德国；为保供应，浙路还利用自身资本，对上下游企业进行渗透，在成立不久后对汉阳铁厂发起投资，并在后来的汉冶萍公司改制中担当重要角色，1907年又联合浙商及汉阳铁厂筹建扬子机器厂以制造铁路所需车厢、道桥等配件。至1909年沪杭线通车，浙路所筑铁路里程为全国商办铁路总里程的二分之一，所用费用也为全国最低，因此汤寿潜抨击清廷借款筑：“江浙地价视京奉、京汉贵且倍……而每里所费止此。然则谓中国之款不足举中国之路，此直亡国之言耳。”浙路的章程和经营也为全国其他公司仿效，由于破坏了清政府及北洋政府质押路权以借款纾困的企图，最终所有铁路都被国有化。
| 所属团体 | 代表           | 出资情况（1907年） | 实际出资（1910年） |
| -------- | -------------- | ------------------ | ------------------ |
| 绍兴府   | 何闻仙         | 认500万股          | 2431871元          |
| 嘉兴府   | 张菊生         | 认100元            | 642706元           |
| 金华府   | 毛成仁         | 认200万元          | 94228元            |
| 衢州府   | 毛成仁         | 认200万元          | 51706元            |
| 严州府   | 毛成仁         | 认200万元          | 21700元            |
| 处州府   | 毛成仁         | 认200万元          | 62700元            |
| 宁波府   | 周金箴         | 认700万股          | 1206906元          |
| 湖州府   | 杨信之         | 认约400-500万元    | 1158046元          |
| 杭州府   |                | 认300万元          | 1188859元          |
| 温州府   | 项任初、郭喇霞 | 认50万股           | 273445元           |
| 台州府   |                |                    | 103409元           |

### 铁路建设

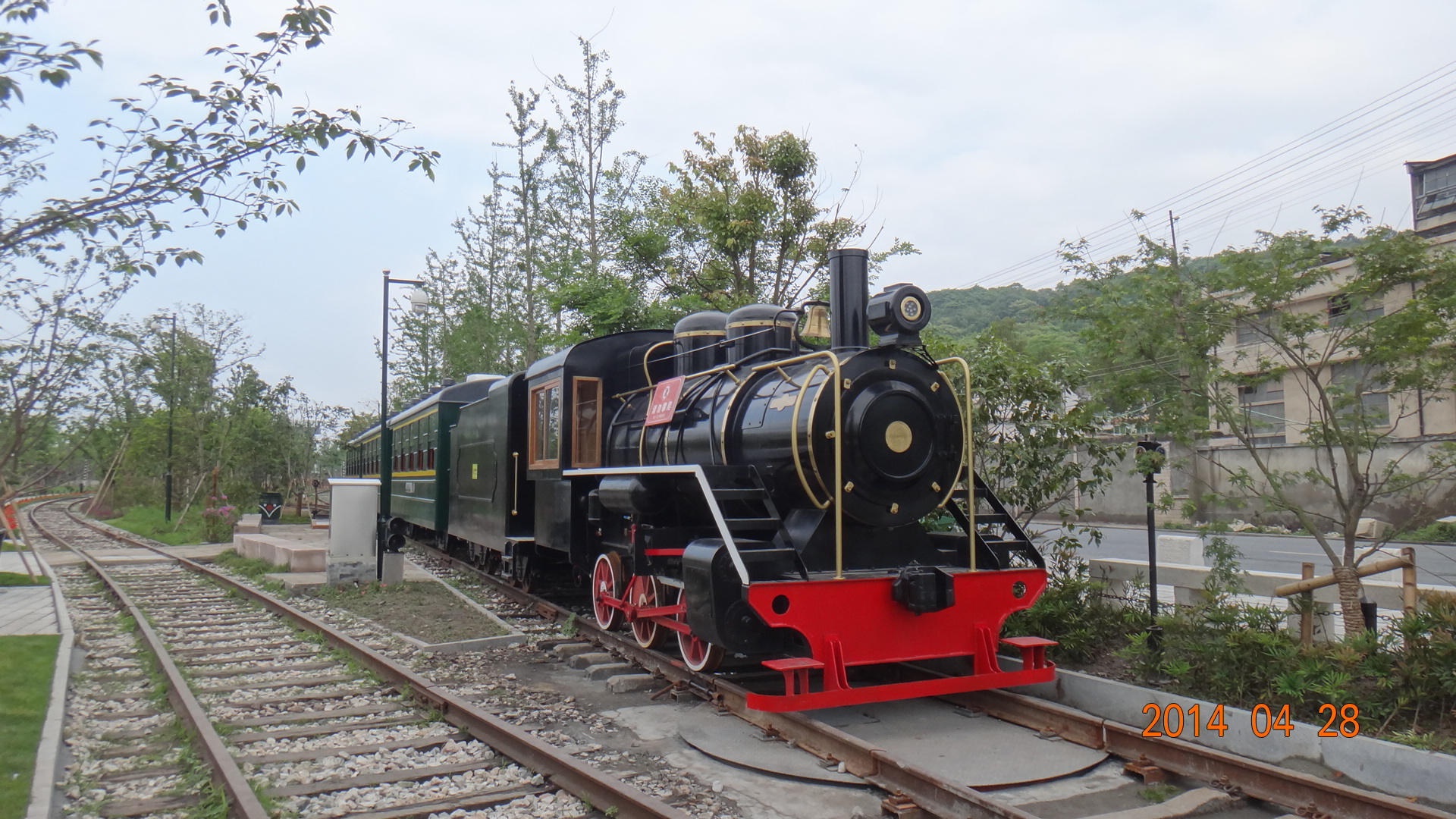
白塔公园内运行的小火车，闸口站为浙路最早修筑的铁路车站之一

浙路公司创办之初资金仅400万元，鉴于资金和技术能力的不足，总理汤寿潜决定在杭州建设一小段实验铁路，此即江墅铁路，江墅铁路北起湖墅拱宸桥，经由艮山门、清泰门、南星桥三站，最终至江干的闸口，全长16.135公里。1906年11月14日铁路开工建设，翌年8月23日正式建成通车并投入客货运营，总投资168.62万银元。1910年汤寿潜在女婿马一浮的建议下，将清泰门站移至城内成为了今日的杭州城站。在江墅铁路修筑完成后，浙路公司故意从艮山门站出发修筑沪杭铁路，绕开了已经成为日租界的拱宸桥地区，艮山门至闸口段成为了沪杭线正线，而艮山门至拱宸桥只成为了沪杭铁路的一条支路。1908年5月，沪杭正线杭州至临平段建成，1909年4月15日全线竣工通车，计正线162公里，站线50公里。在沪杭线修建完成后，浙路公司着手开始建设萧甬线，于1910年动工宁波至曹娥段，至1913年12月宁波至曹娥江东岸77.9公里铁路修成，次年1月正式通车。浙路公司自1908年开始就派人在衢州、严州一带勘测浙赣线，在沪杭线开工之际汤寿潜就呼吁建设东南大铁道计划，将沪杭线正线延伸至广州，“浙赣之本线，浙路公司业经决定，事在必行”，并派人勘测衢州常山至江西玉山之间的地形，然进入民国后铁路收归国有，因而此事始终未果。
虽然浙路以节约著称，枕木是三年即烂的日本杉、钢轨是质地偏脆的汉阳厂70磅重轨、客车是津浦路淘汰的二手链条车，其建成铁路质量并不高，同时存在克扣员工工资的情形，萧甬线工人在铁路沿线强盗地方，且缺乏资金修筑沪杭甬线关键的钱塘江大桥和曹娥江大桥，因此沪杭甬全线一直难以贯通。